# Borkowo (województwo mazowieckie)
Borkowo – wieś sołecka w Polsce położona w województwie mazowieckim, w powiecie nowodworskim, w gminie Nasielsk na prawym brzegu Wkry. 
| SIMC    | Nazwa           | Rodzaj    |
| ------- | --------------- | --------- |
| 0119801 | Kolonia Borkowo | część wsi |

Przez wieś przebiega droga wojewódzka nr 571. Najbliższa stacja kolejowa znajduje się w Cieksynie. W pobliżu wsi, lewym brzegiem Wkry przebiega znakowany zielony szlak pieszy.

## Historia
W średniowieczu wieś była znana pod nazwą Borukowo i mieszkał tu ród Borukowskich. 14-15 sierpnia 1920, podczas wojny polsko-bolszewickiej Borkowo było areną walk o przeprawy na Wkrze. Bitwa o Borkowo została upamiętniona na Grobie Nieznanego Żołnierza w Warszawie oraz głazem pamiątkowym z 1938 we wsi. Polegli spoczywają na cmentarzu w Cieksynie.
W latach 1975–1998 miejscowość administracyjnie należała do województwa ciechanowskiego.

## Zabytki
Rejestr zabytków Narodowego Instytutu Dziedzictwa nie wymienia żadnego zabytku w miejscowości.